# CAV Climax
CAV Climax is een atletiekvereniging in Ede, die in 1960 werd opgericht. Climax is aangesloten bij de Atletiekunie en de Nederlandse Christelijke Sport Unie (NCSU). De vereniging maakt gebruik van de atletiekbaan aan de Sportparkweg in Ede.

## Afdelingen
Climax kent de volgende afdelingen:
- Jeugdatletiek
- Wedstrijdatletiek
  - Mila-Power. Vijf atleten van Climax vormen een team genaamd "Mila-Power". Alle vijf beoefenen zij de onderdelen die horen bij Mila, ofwel middellange en lange afstanden. Bij het NK Estafette 2009 werd dit team op de 4 × 800 m bij de mannen vierde. Bij het NK Cross 2009 won dit team een zilveren medaille bij het verenigingsklassement van de korte cross bij de mannen.
- Recreatief sporten
- Nordic Walking
- G-atletiek

## Prestaties
De mannenploeg werd in 2010 kampioen in de eerste divisie en promoveerde hierdoor naar de Eredivisie.
Hieronder volgt een lijst van alle medailles die CAV Climax-atleten hebben gehaald sinds 2007 op officiële Nederlandse kampioenschappen voor senioren.

### NK Indoor
| Jaar | Onderdeel  |  | Plaats | Mannen           | Prestatie |  | Plaats | Vrouwen                | Prestatie |
| ---- | ---------- |  | ------ | ---------------- | --------- |  | ------ | ---------------------- | --------- |
| 2007 | 1500 m     |  | Brons  | Erwin Meijer     | 4.00,11   |  |        |                        |           |
| 2014 | 60m horden |  | Brons  | Stefan Nieuwland | 7,93 s    |  |        |                        |           |
| 2015 | 60m horden |  | Brons  | Stefan Nieuwland | 7,90 s    |  |        |                        |           |
| 2016 | 60m horden |  | Brons  | Stefan Nieuwland | 8,08 s    |  | Brons  | Eva Hovenkamp          | 23,99 s   |
| 2023 | 800 m      |  |        |                  |           |  | Brons  | Celine van Heerikhuize | 2.09,68   |

### NK Atletiek
| Jaar | Onderdeel   |  | Plaats | Mannen        | Prestatie |  | Plaats | Vrouwen                | Prestatie |
| ---- | ----------- |  | ------ | ------------- | --------- |  | ------ | ---------------------- | --------- |
| 2007 | verspringen |  | Brons  | Jarno Beuving | 7,04 m    |  |        |                        |           |
| 2008 | verspringen |  | Brons  | Jarno Beuving | 7,15 m    |  |        |                        |           |
| 2010 | speerwerpen |  |        |               |           |  | Brons  | Patricia Harteveld     | 47,21 m   |
| 2011 | speerwerpen |  |        |               |           |  | Brons  | Patricia Harteveld     | 42,87 m   |
| 2020 | 400 m       |  |        |               |           |  | Brons  | Eva Hovenkamp          | 54,79 s   |
| 2022 | 800 m       |  |        |               |           |  | Brons  | Celine van Heerikhuize | 2.10,33   |

### Overige NK's
| Jaar | Onderdeel |  | Plaats | Mannen           | Prestatie |  | Plaats | Vrouwen          | Prestatie |
| ---- | --------- |  | ------ | ---------------- | --------- |  | ------ | ---------------- | --------- |
| 2007 | 4 × 100 m |  | Brons  | CAV Climax-ploeg | 43,39 s   |  |        |                  |           |
| 2008 | 4 × 100 m |  | Zilver | CAV Climax-ploeg | 43,29 s   |  |        |                  |           |
| 2018 | 4 × 400 m |  |        |                  |           |  | Goud   | CAV Climax-ploeg | 4.02,24   |
| 2024 |           |  |        |                  |           |  |        |                  |           |